# Грудень 2008
Грудень 2008 — дванадцятий, останній місяць 2008 року, що розпочався у понеділок 1 грудня та закінчився у середу 31 грудня.

## Події
- 1 грудня
  - Оголошено лауреатів Державної премії України в галузі науки і техніки 2008 року.
- 9 грудня
  - Спікером Верховної Ради України став Володимир Литвин, створена коаліція НУНС, БЮТ і Блоку Литвина.
- 10 грудня
  - В Осло пройшла церемонія вручення Нобелівських премій 2008 року.
- 13 грудня
  - Місяць наблизилася до Землі на рекордно близьку за останні 15 років відстань.
- 14 грудня
  - У Туркменістані відбулися парламентські вибори.
- 25 грудня
  - На Маршаллових островах через повені було оголошено надзвичайний стан.
  - На Філіппінах стався потужний землетрус силою магнітудою 6,1 за шкалою Ріхтера.